# 金圓鱗鮋
金圓鱗鮋，為輻鰭魚綱鮋形目鮋亞目鮋科的其中一種，為熱帶海水魚，分布於印度太平洋莫三比克、紅海、巴布亞紐幾內亞等海域，棲息深度3-15公尺，體長可達15公分，棲息在底層水域，生活習性不明。